# Eintopf

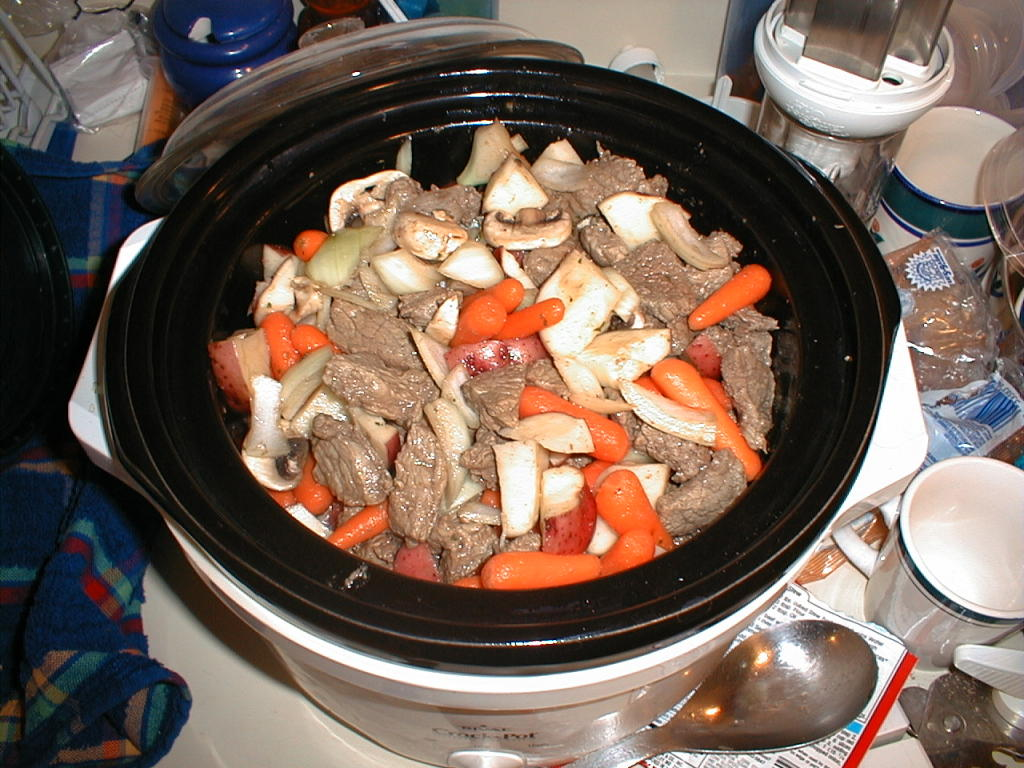
Eintopf

Eintopf (wym. ajntopf – niem. dosł. „jeden garnek”) – potrawa jednogarnkowa (jednodaniowa); treściwy posiłek przygotowany w jednym naczyniu, zastępujący cały obiad.

## Charakterystyka
Składnikiem dania może być boczek lub inne mięso, warzywa, ziemniaki, ryż lub kasza albo inne dostępne w danej chwili dodatki.
W kuchniach narodowych i regionalnych (m.in. bałkańskich) potrawy te są na ogół pochodzenia wiejskiego lub pasterskiego jako pierwotnie przygotowywane w zawieszonym nad ogniskiem kociołku (por. węgierski gulasz, bułgarska kawyrma, bałkański giuwecz) i przyprawiane dziko rosnącymi ziołami (np. cząbrem, lebiodką). Stanowiąc najczęściej jedyny posiłek w ciągu dnia, jadło to musiało być wyjątkowo sycące.
Potrawa w zależności od składników może przypominać zupę, gulasz lub potrawkę. Gospodynie przygotowywały Eintopf, gdy brakowało czasu na gotowanie większych posiłków, np. podczas „wielkiego prania” albo żniw.
W okresie narodowego socjalizmu w Niemczech propagowano, aby raz w miesiącu rezygnować z obfitszego obiadu niedzielnego i zastępować go Eintopfem (tzw. Eintopfsonntag). Zaoszczędzone w ten sposób pieniądze miały być przekazywane na potrzeby ubogich.
Niemal każdy kraj ma swe potrawy jednodaniowe będące w sztuce kulinarnej jego wyróżnikiem i specjalnością. Oszczędne, pożywne, gorące i z reguły bardzo proste w przygotowaniu, choć zazwyczaj nie należą do lekkostrawnych. Nie tylko łączą one w apetyczną całość wiele smacznych i wartościowych składników, ale mogą być podawane na co dzień i od święta, i w różnych porach posiłków – od śniadania aż po kolację. Nierzadko pomijaną ich zaletą jest też fakt, że większość (poza daniami z patelni) zyskuje na smaku na drugi lub trzeci dzień, co od razu pozwala je przygotowywać w większej ilości w stosunkowo dużym naczyniu.